# Animetal No Besuto (The Best of Animetal)
Animetal No Besuto (The Best of Animetal) è un album raccolta del gruppo musicale heavy metal giapponese Animetal, pubblicato nel 1998.
L'album è particolarmente lungo in confronto a tutti i loro precedenti.

## Tracce

### CD
1. Animetal - 5:08
2. This Is Animetal- 6:09
3. Tokusatu De Ikou (Let's Go with Special Effects!) - 6:36
4. Animetal Lady Sanjou - 6:42
5. Animetal Summer - 10:16
6. Animetal Lady Kenzan - 9:47
7. Sentimetal - 8:00
8. Mirai No Yuuki (Courage in the Future) - 5:08
9. Yuuki No Akashi (Proof of Courage) - 3:14
10. Tensai! Kishiwada Hakase No Uta (Genius! Prof. Kishiwada's Song) - 4:56